# Musée Ingres Bourdelle

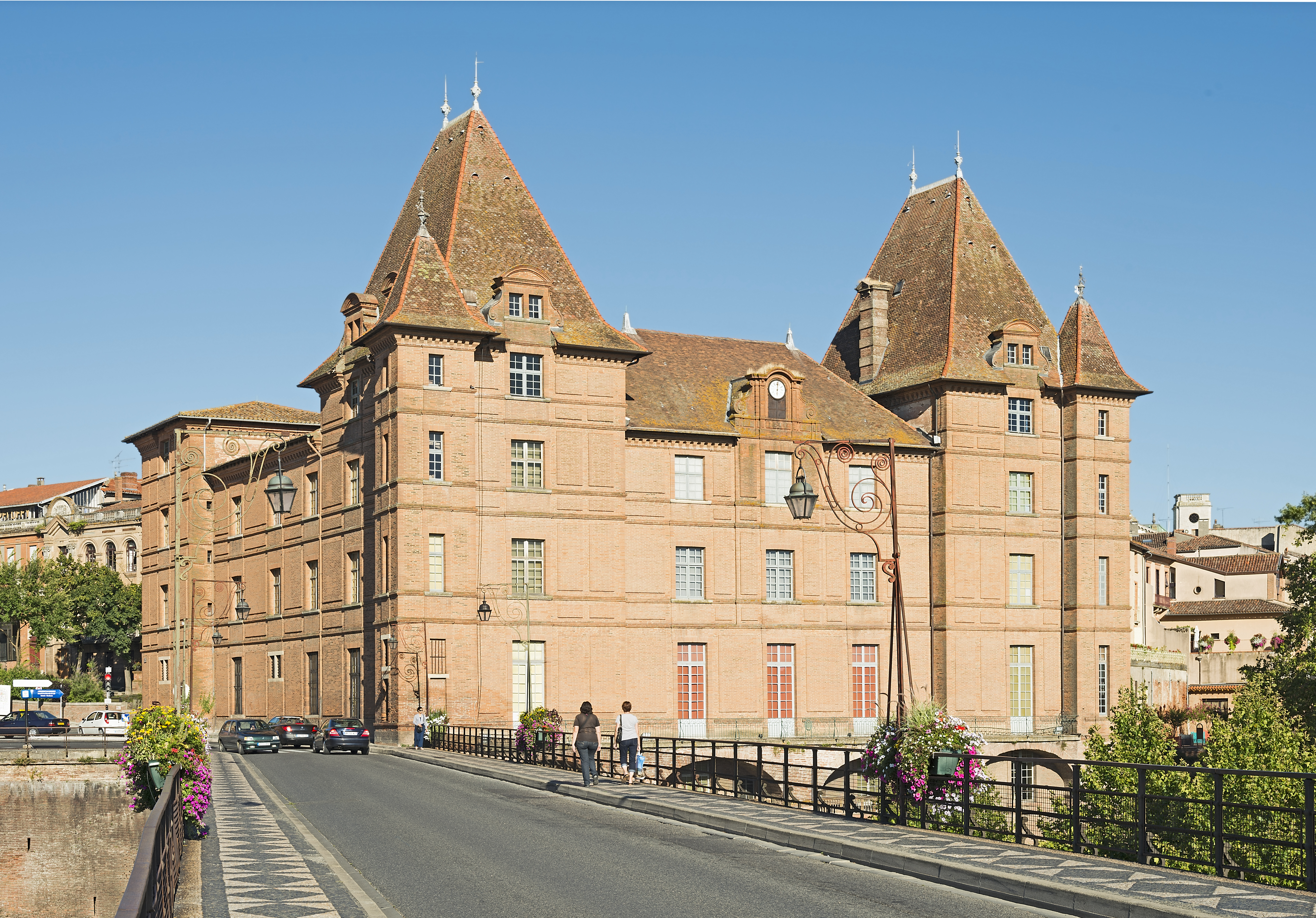
Musée Ingres Bourdelle

Hal van de Zwarte Prins

Musée Ingres Bourdelle is een museum in het voormalige bisschoppelijke paleis, later stadhuis van Montauban, aan de Rue de l'Hôtel de Ville 19 in het Franse departement Tarn-et-Garonne. In het museum is speciale aandacht voor het werk van de kunstschilder Jean Auguste Dominique Ingres en de beeldhouwer Émile-Antoine Bourdelle, beiden geboren in Montauban.

## Geschiedenis

### Gebouw
Het museum is gelegen aan de Tarn, nabij de Pont Vieux. Op deze plaats bouwden de Engelsen vanaf 1360 een fort tegen de Fransen, die de andere oever van de rivier in hun bezit hadden. Toen de Fransen de stad in 1369 weer in handen kregen, was dit fort nog niet afgewerkt.
Het onafgewerkte fort werd in 1664 door bisschop Pierre de Bertier uitgekozen als plek om zijn nieuw bisschoppelijk paleis te bouwen. De hal van de Zwarte Prins, een overblijfsel van het middeleeuwse fort, werd geïncorporeerd in het nieuwe gebouw. Na de Franse Revolutie werd het paleis in beslag genomen en het stadhuis van Montauban werd er in gevestigd. Ook een stedelijk museum en de tekenschool werden erin ondergebracht. In 1908 verhuisden de gemeentelijke diensten en kwam het hele bisschoppelijk paleis ter beschikking van het museum.

### Museum

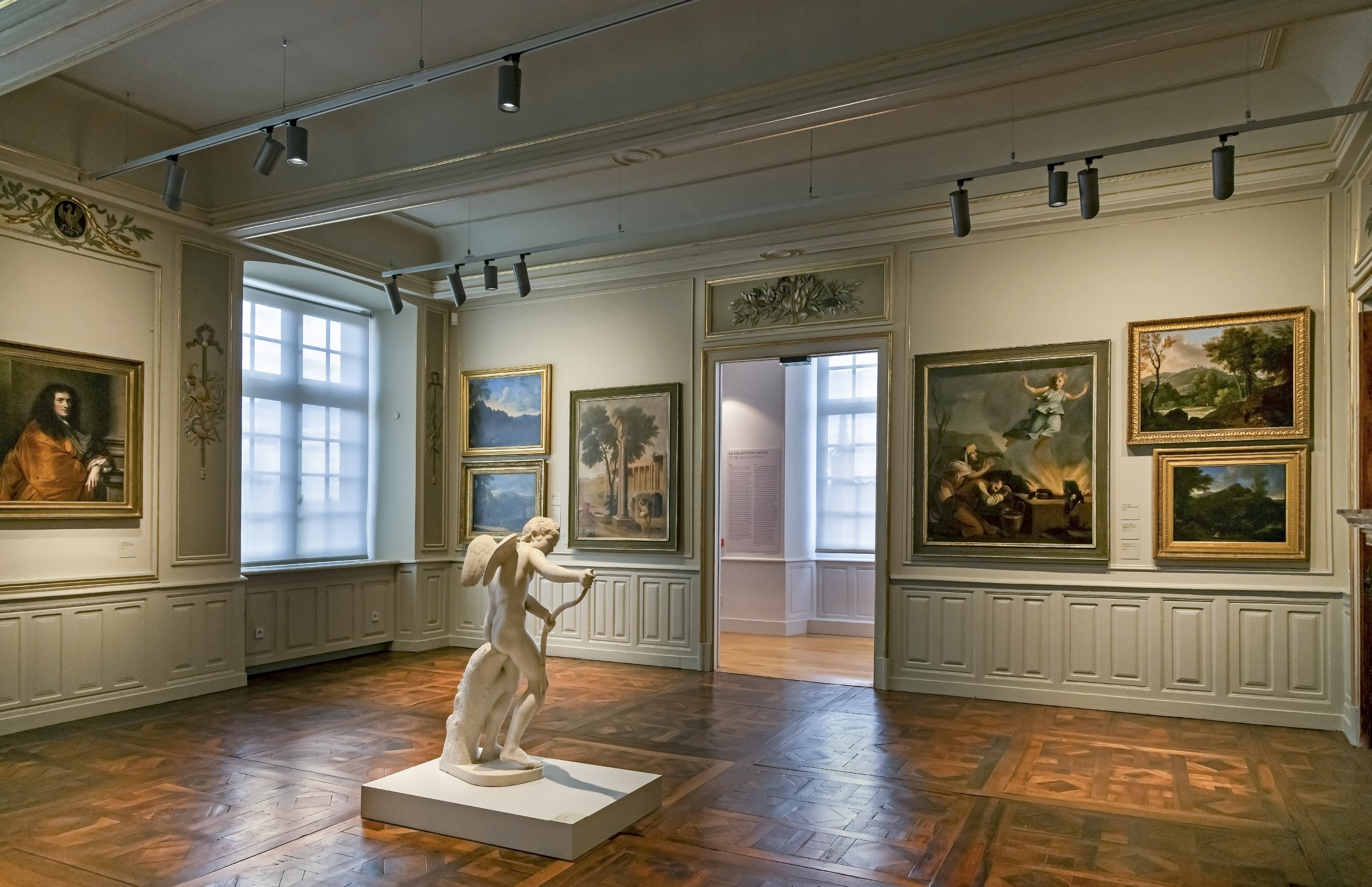
Chambre de l'évêque met 19e-eeuwse schilderkunst

Het Museum van Montauban werd opgericht in 1820 met een erg bescheiden collectie. Een eerste belangrijke uitbreiding van de collectie kwam er in 1843 door een gift van meer dan 60 schilderijen door baron Joseph Vialètes de Mortarieu.
In 1851 schonk de schilder Ingres een deel van zijn collectie, bestaande uit eigen werk, werk van leerlingen en zijn verzameling antieke Griekse vazen en andere antiquiteiten, aan de stad. In 1854 werd de Salle Ingres geopend. Na de dood van Ingres in 1867 werd de collectie aanzienlijk uitgebreid met onder andere duizenden tekeningen. Het museum kreeg toen ook zijn nieuwe naam: Musée Ingres. Een andere belangrijke schenking (schilderijen van 16e-eeuwse Franse meesters) kwam van graaf Georges de Monbrison. Vanaf 1854 ontving het museum ook werken van de Franse staat die waren aangekocht op het jaarlijkse Salon.
Gedurende de Tweede Wereldoorlog diende het museum als onderkomen voor de Mona Lisa (la Joconde).
Tussen 1951 en 1958 werd het museum grondig gerestaureerd. In 2019 volgde een verbouwing waarbij de expositieruimte werd uitgebreid naar 2.700 m². Bij die gelegenheid werd het museum hernoemd naar Musée Ingres Bourdelle.

## Collectie
Het museum toont werken van twee bekende zonen van Montauban:
- de schilder Jean Auguste Dominique Ingres (1780-1867) in zes zalen op de eerste verdieping;
- de beeldhouwer Émile-Antoine Bourdelle (1861-1929) in de Salle doré.

In de Salle doré bevinden zich voorts werken van Armand Cambon (1819-1885), leerling en vriend van Ingres, alsmede de eerste conservator van het museum, en de School van Montauban: Marcel-Lenoir, Andrieu, Lucien Cadène en Desnoyer.
In andere zalen wordt de archeologische collectie (Salle du Prince Noir), de verzameling faience en werken van moderne en hedendaagse kunstenaars tentoongesteld. Op de tweede verdieping is plaats voor werken van de Franse kunstenaars Charles le Brun, Eustache Lesueur, Pierre Mignard en François Boucher, alsmede de schilders Jacob Jordaens, Antoon van Dyck en Albert Cuyp.

## Galerij Ingres

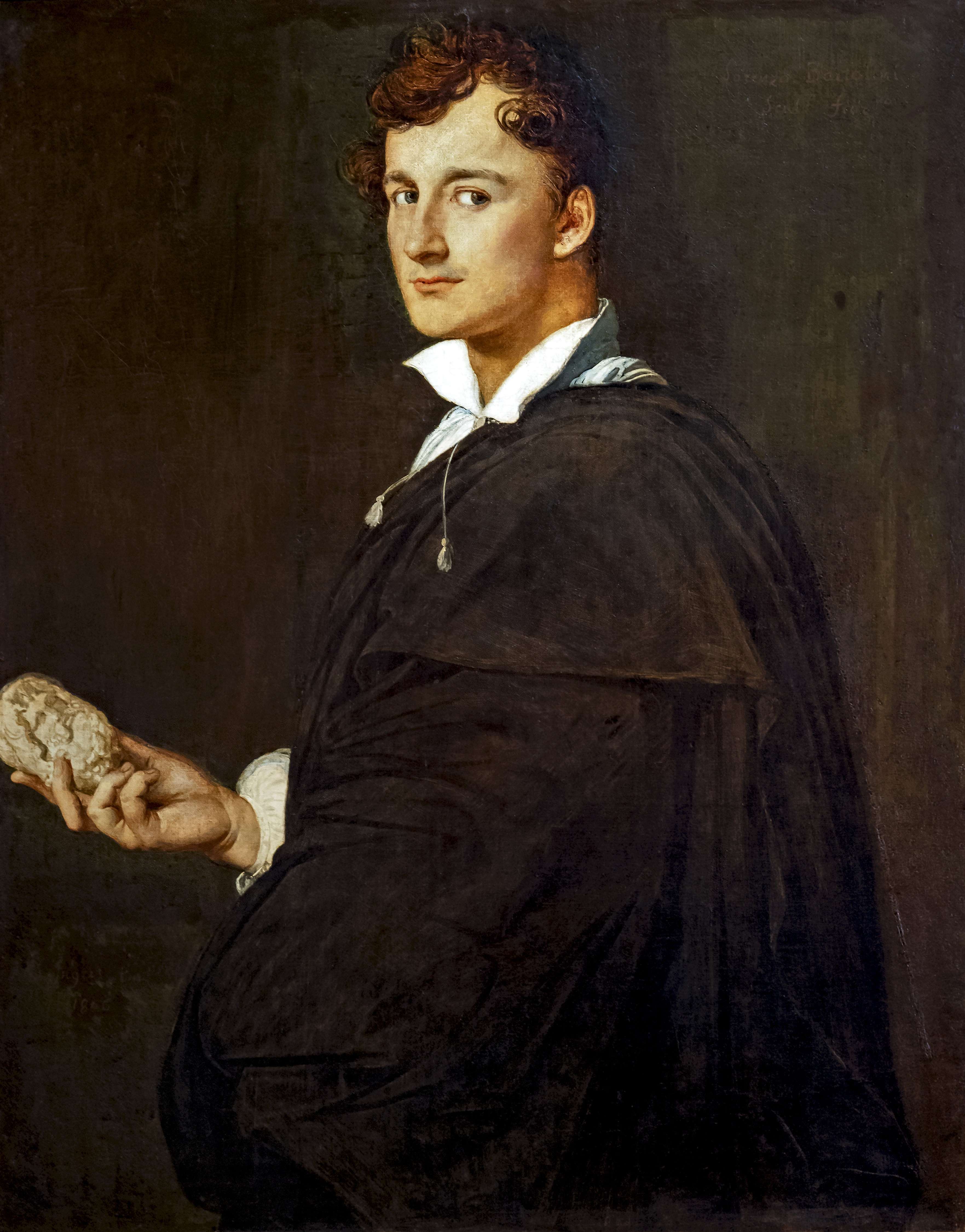
Portret Bartolini (1806)
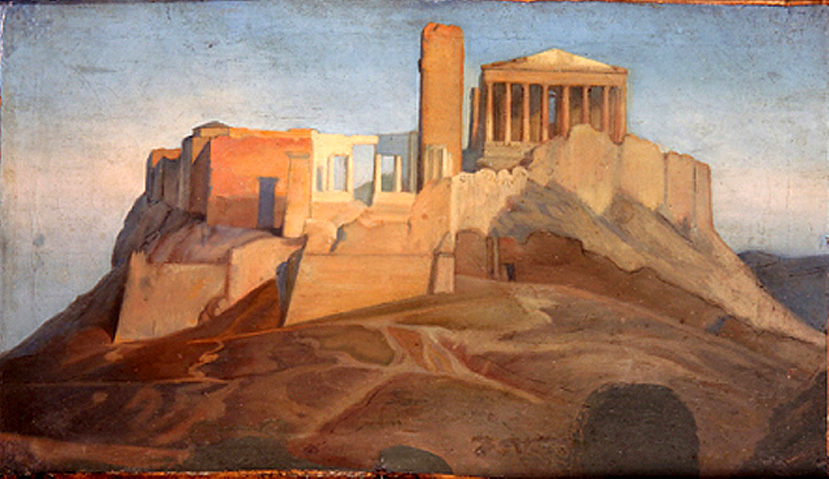
Studie Vue de l'acropole d'Athène (1841/49)
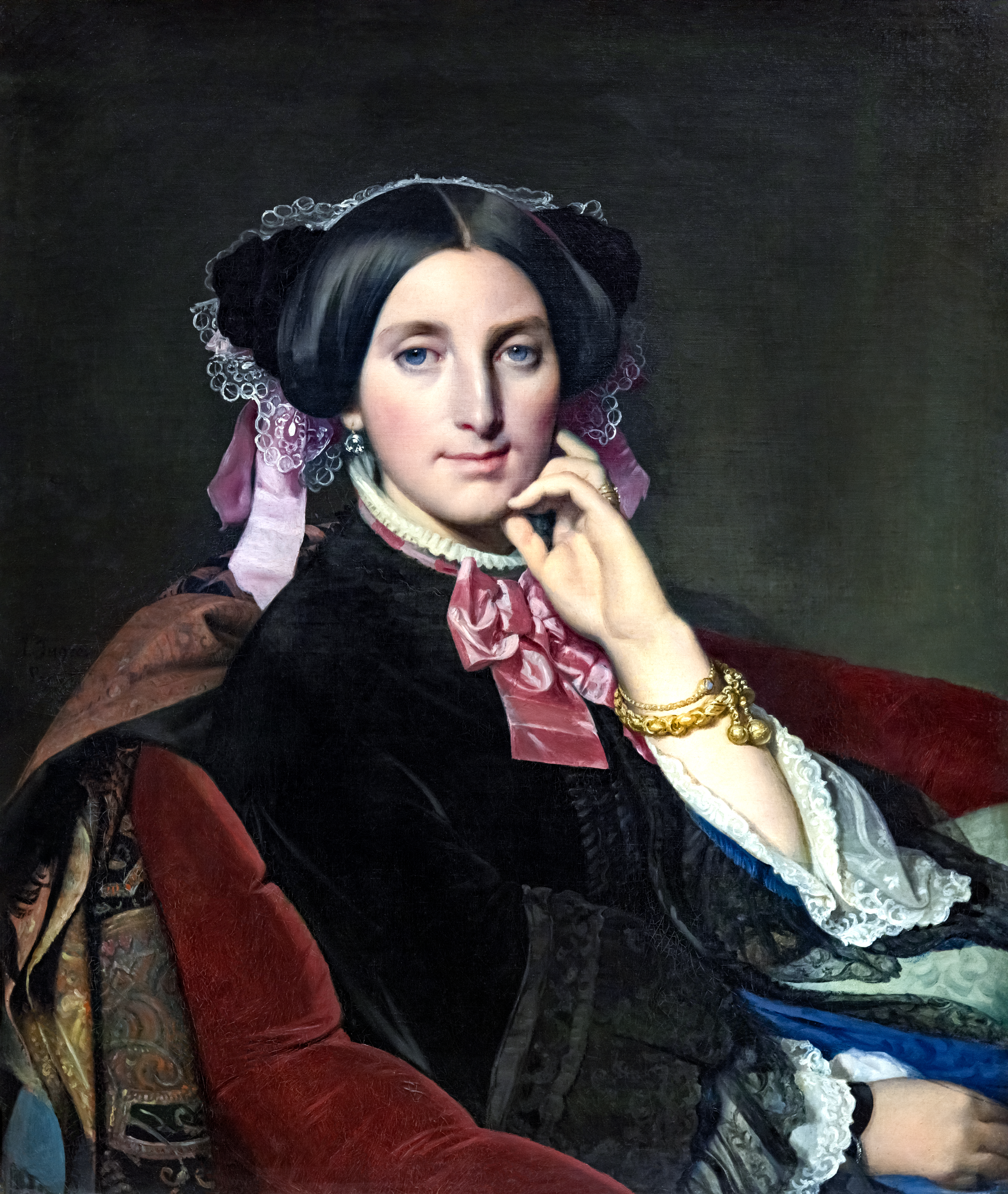
Portret Madame Gonse (1852)

## Galerij Bourdelle

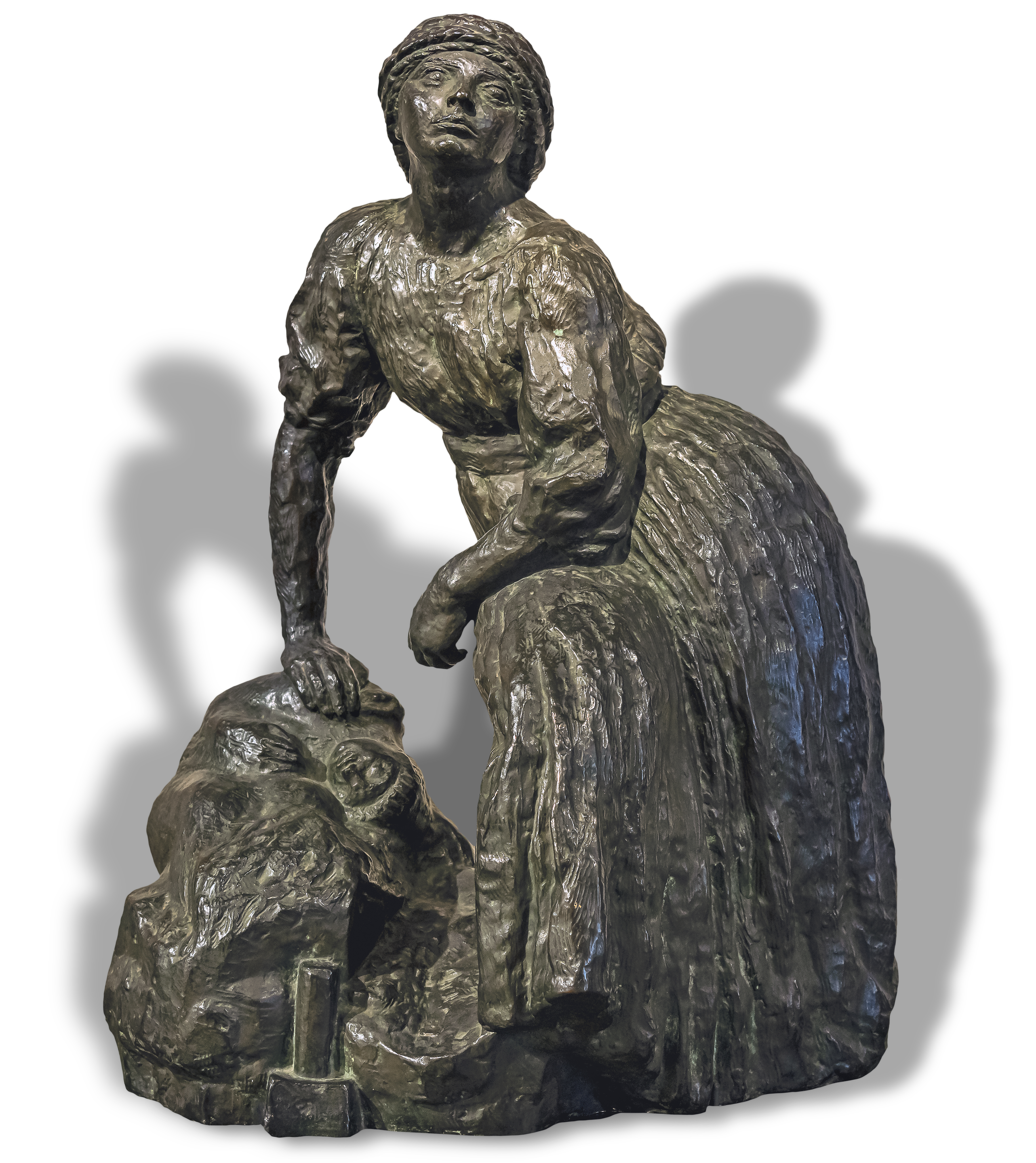
Cléopatre Bourdelle-Sévastos (1905/06)
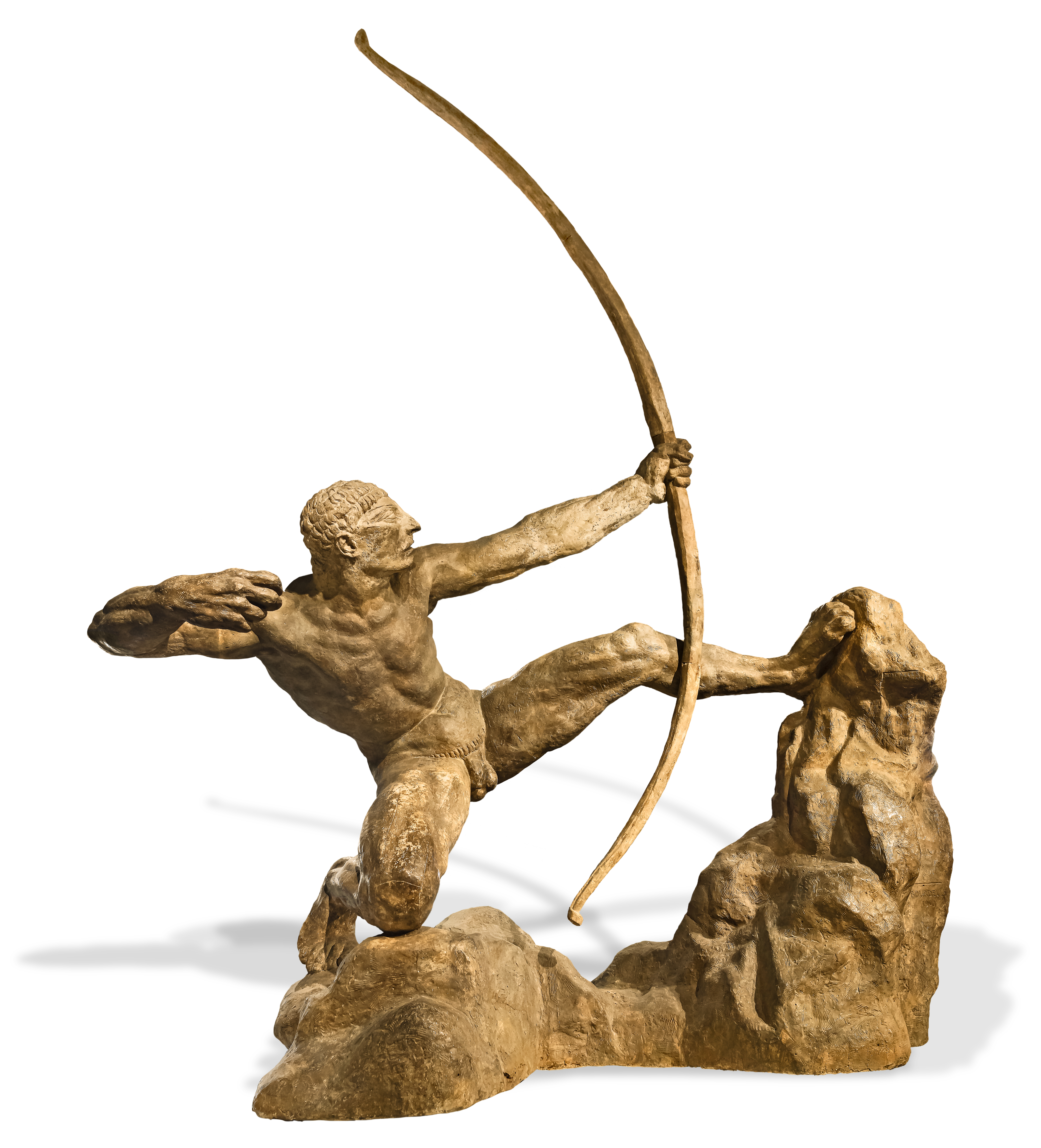
Héraklès archer - origineel gips
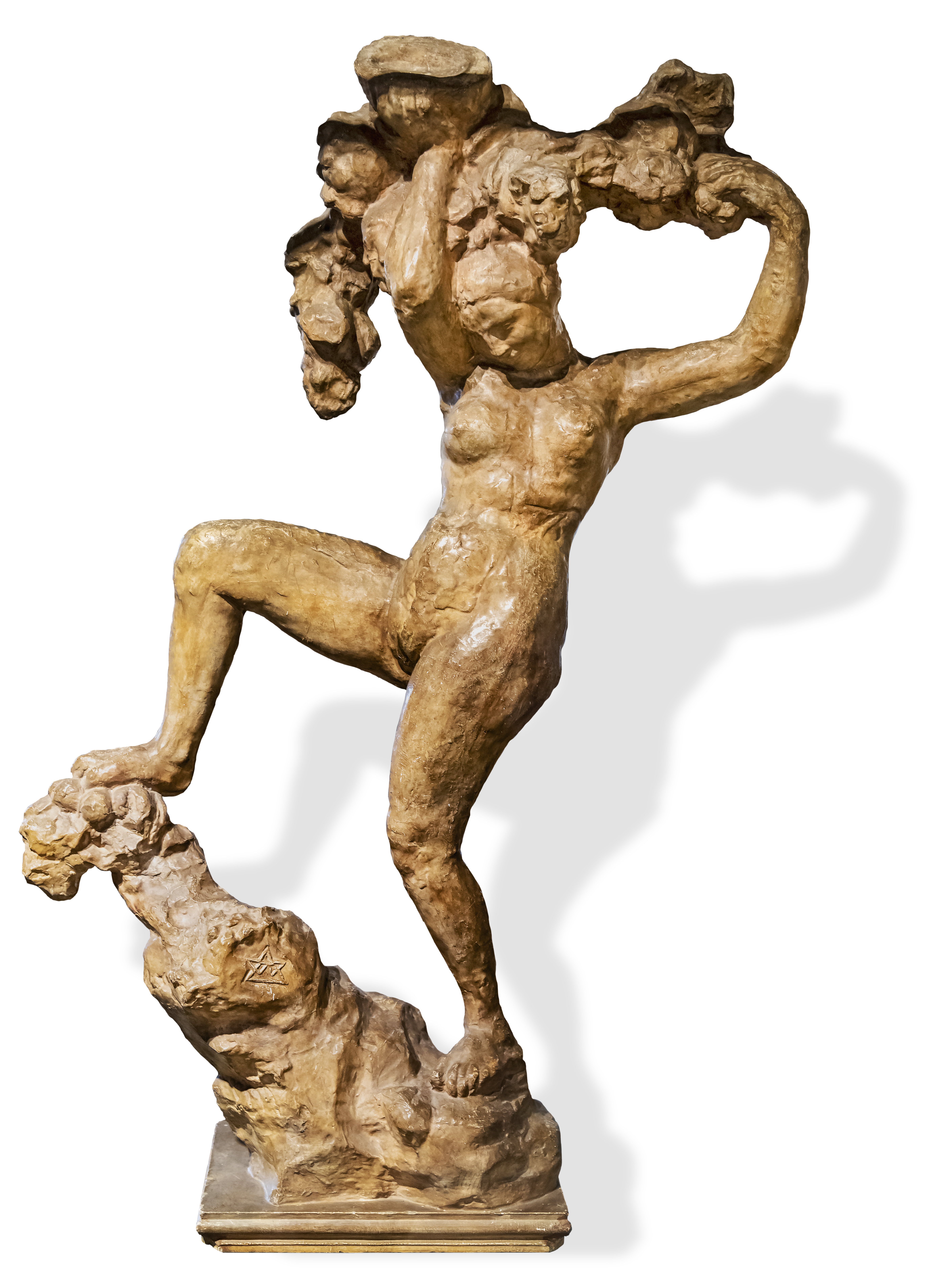
Bacchante aux raisins